# Narkotikapolitik i Sverige
Sveriges narkotikapolitik bygger på nolltolerans med fokus på förebyggande, behandling och kontroll, och syftar till att minska både utbudet och efterfrågan på illegala droger, och med en vision om ett narkotikafritt samhälle.
Den allmänna narkotikapolitiken innefattar förbud mot tillverkning, införsel, försäljning och konsumtion av droger stöds av alla stora svenska politiska partier med undantag för Vänsterpartiet, som vill avkriminalisera konsumtionen.
Enligt statistik från 2018 var narkotikadödligheten i Sverige 81 döda per miljoner invånare och därmed den högsta i Europa, och nästan fyra gånger högre än EU-genomsnittet.

## Historia
Mellan 1968 och 1993 har Sveriges narkotikalagstiftning skärpts flera gånger:
- 1968 antas Narkotikastrafflag (1968:64)
- 1969 Maxstraff för grova brott höjs till 4 års fängelse
- 1969 Maxstraff för grova brott höjs till 6 års fängelse[förtydliga]
- 1972 Maxstraff för grova brott höjs till 10 års fängelse
- 1980 Skrift av chefsåklagare om frågor som rör hantering av narkotikafall: nedläggning av åtal för drogbrott ska begränsas till endast fall av innehav i odelbar mängd
- 1981 Maxstraff för icke-grova brott höjs till 3 års fängelse
- 1981 Minimumstraffet för grova brott höjs från 1 till 2 års fängelse
- 1981 Introducering av tvångsvård för drogmissbrukare
- 1985 Fängelsestraff för lindriga drogförseelser höjs till max 6 månader
- 1988 Narkotikabruk blir straffbart med böter
- 1988 Lag om vård av missbrukare i vissa fall (1988:870)
- 1993 Narkotikabruk blir straffbart med fängelse (1992/93:142)

## Effekter
Kriminaliseringen av narkotikabruk följdes inte av någon märkbar minskning av narkotikarelaterade problem.
Sedan droganvändningen i Sverige blev olaglig 1988 har den ökat i samhället, liksom antalet som dör i överdoser. Enligt EU:s narkotikabyrå EMCDDA hade Sverige tidigare nästan högst överdosdödlighet i Europa:81 och Sverige har (2020) länge tillhört de länder i Europa där flest människor dör av droger. 2020 rapporterades att narkotikadödligheten i Sverige uppgick till 81,5 döda per miljoner invånare och  den är därmed mer omfattande än i något  EU-land, och nästan fyra gånger högre än genomsnittet, enligt en rapport från EMCDDA med statistik från 2018. Orsaken troddes bero på låg tillgång till läkemedelsassisterad abstinensbehandling. De senaste åren har dödligheten minskat en aning, vilket tros bero på minskad tillgång till syntetiska opioider, ökad tillgång till Subutex- och metadonbehandling, samt sprututbyten (2020).
Markus Heilig, som är professor i psykiatri vid Linköpings universitet och en av världens främsta experter på beroendesjukdomar, sade 2020 att straff inte hjälper mot beroende. Enligt Heilig (2021) har Sverige haft en unikt repressiv policy som har gjort att vi har förvärrat dem grundläggande processer som gör att personer som går in i ett bruk där en minoritet utvecklar beroendeproblem blir alltmer marginaliserade och utstötta och allt svårare att få in i behandling precis när vi behöver uppnå det exakt omvända.:19m13s Sverige har även haft väldigt höga trösklar för att få behandling. :19m13s Heilig sade också att regeringen hade gjort ett antal bra saker och nämnde då arbetet[när?] med att snabbt få ut antidoten Naloxon mot överdoser.:19m13s Heilig sade att eget bruk borde avkriminaliseras, och menade att han hade en i stort sett enig profession och expertis bakom sig.:26m50s
Polisen lägger (2020) stora resurser på att jaga och lagföra människor som använder droger, vilket är något som beroendeforskare länge har varit mycket kritiska till. Den arbetskraft som polisen lägger ner på narkotikaärenden har nästan tredubblats mellan 1990-talet och 2020.:7 Enligt statsvetaren Björn Johnson är Sverige det land som lägger ned mest polisresurser mot enskilda brukare.:13m57s
Enligt CAN:s uppskattningar uppgår den kriminella narkotikamarknaden till 5–10 miljarder kronor per år av den totala kriminella ekonomin på 100–150 miljarder kronor per år, som även tjänar pengar på välfärdsbrott, bidragsbrott, beskyddarverksamhet, trafficking och spel.:16m30s

### Utvärderingar
En studie som genomfördes år 2000 stödde uppfattningen att den nya, tuffare politiken hade haft en förebyggande effekt på droganvändningen. En rapport från FN:s kontor för narkotikakontroll och förebyggande av brott (UNODC) berömde Sverige för att ha en av de lägsta narkotikaförbrukningsnivåerna i västvärlden och tillskrev detta till en narkotikapolitik som investerade kraftigt i förebyggande och behandling (inklusive gratis samhällstjänster), samt i ett strikt rättsväsende. UNODC-rapporten kritiserades 2010 av Peter Cohen för att sakna både empiriska och vetenskapliga ambitioner och att den var partisk till förmån för repressiva droglagar, eftersom Sverige var den fjärde största givaren till UNODC under 2007. Sverige sades även representera den mest fundamentalistiska och extrema ståndpunkten i frågan, och att svenska lagstiftare och ideologer hade utvecklat sin egen logik, sitt eget språk och sin egen version av svensk droghistoria för att övertyga sig själva om att ingen annan lösning var möjlig.
Gerhard Larsson var regeringens särskilde utredare av den samlade svenska missbruks- och beroendevården, vilket utmynnade i utredningen SOU 2011:35. Han skrev 2011 att vården endast når en av fem med missbruksproblem och vädjade att sätta den enskilde med beroende/missbruk i centrum. Han bedömde att ytterligare satsningar på vård skulle innebära stora ekonomiska besparingar.
Journalisten Magnus Linton, författare till boken Knark – en svensk historia (2015), menar att forskarna och narkomanerna har utelämnats i den svenska debatten och att Sverige som konsekvens har fått en narkotikapolitik byggd på en blandning av okunskap och moralism, och att narkotikapolitiken är ett problem för Sverige eftersom nolltolerans oftare förknippas med auktoritära, odemokratiska och religiöst färgade sammanhang, medan liberaliseringstankarna och de pragmatiska tankarna är befästa i den demokratiska världen. I en längre intervju 2016 sade Linton att kommunikationen om narkotika skapade en förtroendeklyfta mellan generationer och undergrävde ungas förtroende för staten, skolan och polisen.:13m55s Enligt Linton är Sveriges narkotikapolitik unik i det att utopin om det narkotikafria samhället inte bara uppfattats som en metafor för en restriktiv narkotikapolitik, utan istället varit ett projekt som kan och måste verkställas för att inte välfärdssamhället ska gå under.:19m21s Linton sade även att utveckling av bruk och missbruk av narkotika i samhället har mindre att göra med repressiv lagstiftning än ungdomsarbetslöshet och misslyckanden i skolan.:1h47m41s
Både Sveriges Kommuner och Regioner (2019) och Folkhälsomyndigheten (2020) vill utreda förbudet att ta droger. Lena Hallengren, socialminister i Regeringen Löfven II, ville i maj 2020 inte svara på hur hon och regeringen ställde sig till Folkhälsomyndighetens olika förslag, ett uttalande som kom samtidigt som regeringen betonade vikten av att lyssna på samma myndighets expertis gällande coronaviruset. Att svenska regeringar selektivt hänvisar till Folkhälsomyndighetens experter i andra frågor, men inte i narkotikafrågan, har uppmärksammats även i andra sammanhang.:18m59s Riksdagens socialutskott var (2021) enigt i att tillkännage för regeringen att se över den narkotikapolitik som hade förts, men inte i att överväga avkriminalisering.
I april 2022 gav Johan Wicklén ut boken Vi ger oss aldrig på förlaget Volante. Boken hade undertiteln "Så gick det till när Sverige förlorade kriget mot knarket". Wicklén sade i en intervju att "Det enda man med säkerhet kan säga är att förbudet har ju åtminstone hjälpt den organiserade brottsligheten att växa sig mäktig. Det är ingen tvekan om det.":50m37s I en annan intervju sade Wicklén att journalistkåren i Sverige inte bara hade misslyckats med att granska narkotikapolitiken, utan till och med understött den, och han lyfte tanken på en vitbok i ämnet.:3m18s Han sade att "Sverige vägrar att utreda hur kriminalisering av det egna bruket har fungerat. Vi är så långt ifrån resten av den fria världen det går.":25m2s
I januari 2023 tillfrågades Björn Johnson, professor i socialt arbete vid Malmö universitet, om vilken effekt lagen om kriminalisering av eget bruk haft. Han svarade att man inte vet om lagen har haft någon preventiv effekt, och att det enda man med säkerhet kan säga är att den har lett till att polisen har prioriterat den typen av brott i betydligt större utsträckning. Mycket tid och resurser läggs på att gripa och lagföra brukare av narkotika. I slutet av 80-talet var det omkring 2 000 personer och år 2021 var det 24 000 personer som dömdes för ringa narkotikabrott. För Johnson var det självklart att lagens effekter borde utredas eftersom det saknas kunskap. Jakob Forssmed, socialminister i regeringen Kristersson, ville 2023 inte utöka den pågående narkotikautredningens uppdrag till att även utreda effekterna av lagen och sade att "Skälet är ju att vi har ingen ambition att avkriminalisera droger för eget bruk."
Sedan narkotikabruk kriminaliserades i Sverige 1988 hade lagens effektivitet aldrig utretts, tills en rapport togs fram 2023 av Expertgruppen för studier i offentlig ekonomi (ESO). Enligt rapporten hade politiken som infördes i slutet av 1980 varken lett till färre missbrukare eller minskat dödligheten, och istället hade dödligheten ökat. Enligt forskarna hade kriminaliseringen varit kostsam, ineffektiv och skadlig, och att pengarna hade kommit till bättre användning om de användes till behandling, skademinimering och preventionsarbete. De skrev att den svenska narkotikapolitiken borde byta fokus från straff till vård och rekommenderade att politikerna tillsatte en utredning med syfte att avkriminalisera eget bruk och mindre innehav av narkotika.